# سد ثلبة
سد ثُلُبَة أحد سدود الطائف التاريخية.

## الوصف
يقع السد غرب الطائف على يمين السالك للخط السريع المؤدي للهدا قبل منطقة جباجب٬ ويمتد جدار هذا السد بعرض الوادي من الاتجاه الشمالي الشرقي إلى الجنوب الغربي. وكان طول السد عند بنائه 78.90 متر٬ وعرضه 7.30 متر عند طرفه الشمالي الشرقي٬ وحوالي 9.60 متر عند منتصفه٬ وحوالي 8.50 متر عند طرفه الجنوبي الغربي٬ وارتفاعه 9 متر في أقصى نقطة ارتفاع عند المنتصف٬ وهو بشكل جيد. تم بناؤه من جدارين متوازنين ملئ ما بينهما بالدبش٬ وقد تهدمت المنطقة الوسطى من الجدار٬ إذ يمر معها حاليًا طريق مسفلت٬ ويرجع تاريخ بناء هذا السد إلى العهد الأموي.